# Leiobunum nycticorpum
Leiobunum nycticorpum is een hooiwagen uit de familie Sclerosomatidae.